# Apanteles cypris
Apanteles cypris är en stekelart som beskrevs av Nixon 1965. Apanteles cypris ingår i släktet Apanteles och familjen bracksteklar. Inga underarter finns listade i Catalogue of Life.